# ملعب السلطان محمد الرابع
ملعب سلطان محمد (بالإنجليزية: Sultan Mohammad IV Stadium)‏ هو ملعب كرة قدم متعدد الأغراض يقع في كوتا بهارو، كلنتن، ماليزيا، يتسع لـ 30,000 متفرج.

## التاريخ
بدأ بناء الملعب في 1967 وافتتح في نفس العام. تم تجديده في 2010.